# Olympiahalle
Olympiahalle – wielofunkcyjna hala widowiskowo-sportowa w Monachium w Niemczech. Została ukończona w sierpniu 1972. Jest częścią Parku Olimpijskiego. Na trybunach może zasiąść maksymalnie 15 500 widzów. Jest wykorzystywana dla organizacji: koncertów, zawodów sportowych, wystaw oraz targów. W przeszłości służyła drużynie hokejowej EC Hedos München.
W 1972 gościła Letnie Igrzyska Olimpijskie a w 1976 halowe mistrzostwa Europy w lekkoatletyce. Obecnie jest wykorzystywana głównie do imprez sportowych (m.in. turniej hokejowy Deutschland Cup).